# Gibson Explorer
De Explorer is een gitaar van het bedrijf Gibson.
Hij is ontworpen in 1958 (parallel aan de Flying V) en is, in eerste instantie, uitgebracht onder de naam Futura maar zou pas later bekend worden om zijn unieke uiterlijk.
Al na korte tijd werd de Futura echter weer uit productie genomen daar het model niet aansloeg bij het grote publiek. In het midden van de jaren zestig werd het model opnieuw op de markt gebracht. Deze keer echter onder de naam  Explorer en deze keer met groot succes onder een wat ruimdenker publiek.
Momenteel brengt Gibson een nieuwe generatie Explorers op de markt onder de naam X-Plorer. Bij deze nieuwe modellen is de body iets gewijzigd, worden er standaard twee EMG Humbuckers en een Kahler of een Floyd Rose vibrato op geleverd.
James Hetfield van Metallica speelde in de jaren 1980 veel op Gibson Explorers. Later schakelde hij over naar een op een explorer lijkende gitaar van het merk  ESP.
Ook U2-gitarist The Edge gebruikte dit futuristisch ogende gitaartype, met zijn bijtende delays, veel in de beginjaren van deze Ierse band (1978/1983) en is nog steeds veel met deze gitaar gezien.
Sommige gitaarfabrikanten hebben het uiterlijk van de Explorer gebruikt bij het ontwerp van hun eigen gitaarmodellen, zoals ESP, Jackson Guitars, Dean en Hamer.
Verder is het een geliefd model onder de zogeheten Custom Shops; bedrijven die op bestelling en tegen een 'leuke vergoeding' elke gitaar bouwen die je ooit kon bedenken. Voorbeelden van deze bedrijven zijn Ken Lawrence Ken Lawrence Instruments en Ed Roman Guitars. Gibson probeert deze bouwers echter het leven al enkele jaren zuur te maken. Gibson's eerste succes was tegen ESP waarop het merk de Explorer-kloon uit de handel moest halen. ESP bracht daarop het EX model uit.
Bouwers die tot nu toe de copyright-dans hebben weten te ontspringen hebben dit vooral te danken aan creatief denken op het gebied van millimeterkleine variaties op gebied van bijvoorbeeld afmeting van de body en/of een gewijzigde headstock.
Een andere plaats waar de Explorer te vinden is, ligt hoogstwaarschijnlijk niet zo voor de hand: het computerspel Guitar Hero. De makers van dit muziekspel hebben ervoor gekozen, de twee controllers uit te voeren als kleine kopietjes van de Explorer

## Bekende Explorerspelers
- Allen Collins (Lynyrd Skynyrd)
- Rivers Cuomo (Weezer)
- James Hetfield (Metallica)
- Matthias Jabs (Scorpions)
- Gary Moore
- Paul Stanley (Kiss)
- The Edge (U2)
- Johnny Watson
- Dan Jacobs (Atreyu)
- Danko Jones (Danko Jones)
- Paul Warren (Nite City)